# متحف كارديف الوطني
متحف كارديف الوطني هو متحف يقع في كارديف، ويلز. أفتتح المتحف في 1912.